# Kapala

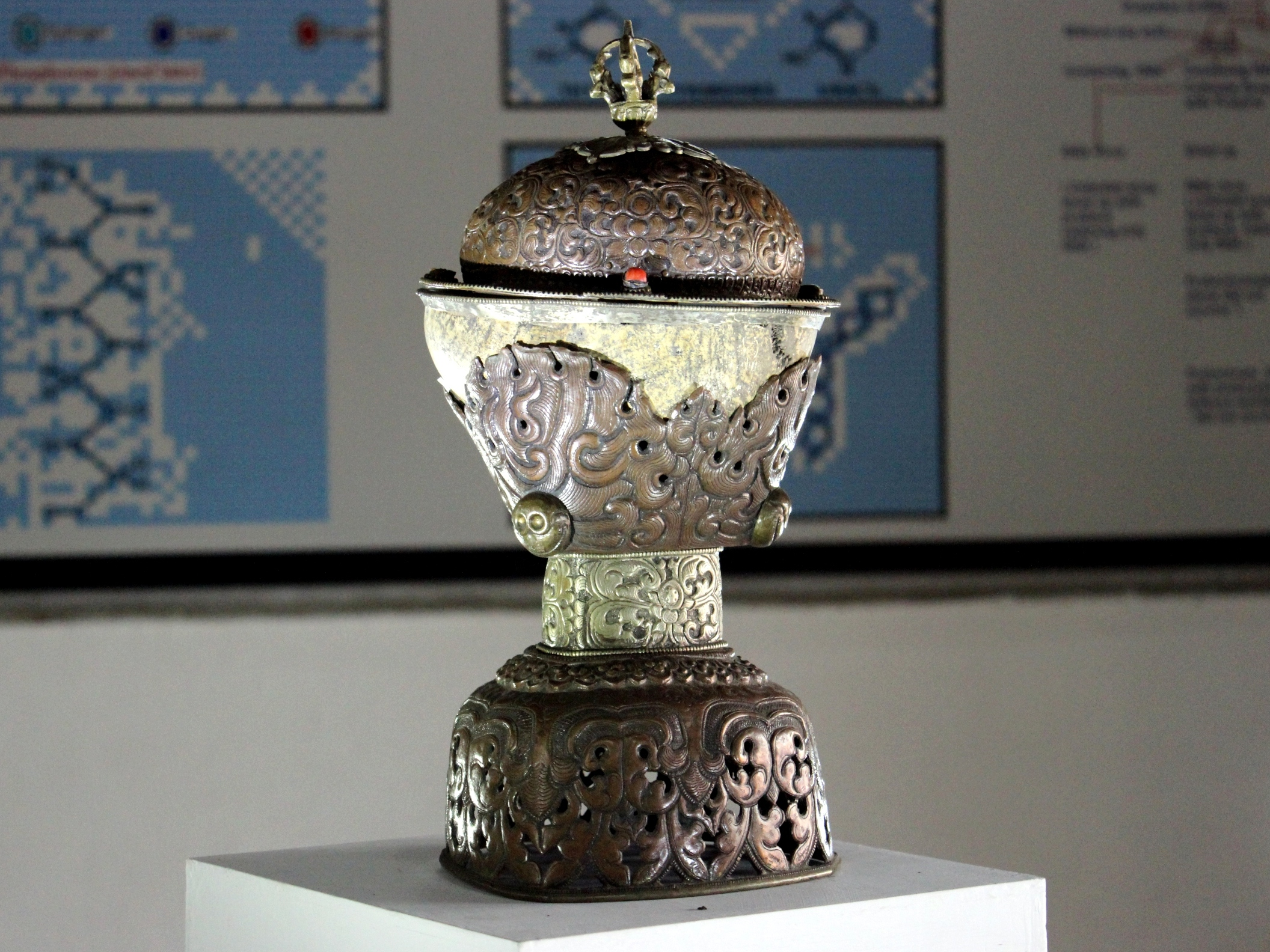
En kapala

För stekelsläktet, se Kapala (steklar)
En kapala är en tibetansk buddhistisk kopp gjord av den ovala övre delen av ett mänskligt kranium. Olika former av kapalor hålls ofta av tantriska gudar. Innehållet i koppen, i avbildningar av tantriska gudar, kan exempelvis vara helig nektar, sperma, alkohol, rituella kakor, färskt blod, benmärg, inälvor, fett, eller hjärna, hjärta eller lunga från demoner. I avbildningar av gudar som har en kapala hålls kapalan oftast i vänster hand framför gudens hjärta, medan höger hand ofta har något verktyg som symboliserar upaya.
Likt lårtrumpeter anses effektiviteten av en särskild kapala bero på skallens ursprung. Det mest effektiva anses vara en brahmins, en mördad eller en avrättad persons skalle.
Kapalor används i diverse tantriska och magiska ritualer. Exempelvis används de som offerskålar, matskålar, eller libationsskålar.